# رالي فنلندا
رالي فنلندا (بالفنلندية: Suomen ralli)‏ هو سباق رالي للسيارات أقيم لأول مرة في عام 1951 في فنلندا، دخل ضمن سباقات موسم بطولة العالم للراليات في عام 1973.
غالبًا ما كانت مدينة يوفاسكولا في منطقة وسط فنلندا بمثابة المكان الرئيسي لمسابقات الرالي الفنلندية ،  كان في الأصل سباقا للتحمل يمتد إلى لابلاند في شمال فنلندا. ومع تزايد الاهتمام الدولي ، أصبح جزءًا من برنامج بطولة الرالي الأوروبية في عام 1959. وعند بدء بطولة العالم للراليات في عام 1973 ، أصبح الحدث هو الجولة الفنلندية في السلسلة ويعد الآن من بين أكثر التجمعات شهرة في البطولة.

## سجل السائقين الفائزين
هذه قائمة بسجل السائقين والمصنعين الأكثر فوزا
| مرات فوز | السائق            |                                 |
| -------- | ----------------- | ------------------------------- |
| 7        | هانو ميكولا       | 1968–1970, 1974–1975, 1982–1983 |
| 7        | ماركوس غرونهولم   | 2000–2002, 2004–2007            |
| 6        | ماركو الين        | 1976, 1978–1980, 1987–1988      |
| 5        | تومي ماكينن       | 1994–1998                       |
| 4        | تيمو ماكينن       | 1965–1967, 1973                 |
| 3        | أوسمو كالبالا     | 1954, 1956, 1958                |
| 3        | سيمو لامبينين     | 1963–1964, 1972                 |
| 3        | جوها كانكونن      | 1991, 1993, 1999                |
| 3        | سيباستيان لوب     | 2008, 2011–2012                 |
| 3        | ياري ماتي لاتفالا | 2010, 2014–2015                 |
| 3        | أوت تاناك         | 2018–2019, 2022                 |
| 2        | اينو ايلو         | 1952, 1955                      |
| 2        | آري فاتانين       | 1981, 1984                      |
| 2        | تيمو سالونين      | 1985–1986                       |

| مرات فوز          | المصنع              |
| ----------------- | ------------------- |
| 13                | فورد                |
| 10                | بيجو                |
| 7                 | تويوتا              |
| 6                 | ساب                 |
| 5                 |                     |
| سيتروين ميتسوبيشي |                     |
| 4                 | فيات لانشيا         |
| 3                 | بي ام سي فولكس فاجن |